# Casa Lama
Casa Lama es una vivienda de la ciudad de Chillán, Chile. Es considerada inmueble de conservación histórica, dado que es parte de la reconstrucción de la ciudad tras el Terremoto de Chillán de 1939. El recinto es utilizado por la Policía de Investigaciones de Chile, por las brigadas de Investigación Criminal, Migraciones y Policía Internacional, y Delitos Económicos.

## Historia
Históricamente, perteneció a la familia Lama, quienes son destacados comerciantes de la ciudad de Chillán, de origen palestino. Entre estos destacan Eduardo Lama, dueño de la tienda Gallo Blanco; Luis Lama y Alejandro Lama, ambos directores de la Cámara de Comercio de Chillán. Posteriormente, la vivienda perteneció a una universidad, para finalmente, ser derivada a la Policía de Investigaciones de Chile.

## Arquitectura
Se encuentra adyacente a la Biblioteca Municipal de Chillán, con la cual comparte el arquitecto y la estructura aislada que caracterizan a ambas estructuras. Es de arquitectura racional y posee tres pisos, donde los dos superiores contienen terrazas abalconadas, como también una chimenea que destaca como elemento jerárquico. Los elementos para su construcción, fueron la albañilería y hormigón, mientras que el techo está compuesto de losa de hormigón.